# Antoni Jan Świeżawski
Antoni Jan Świeżawski herbu Paprzyca (zm. przed 24 sierpnia 1744 roku) – podstarości i sędzia grodzki bełski w 1737 roku, wojski bełski od 1715 roku, marszałek sejmiku deputackiego województwa bełskiego w 1737 roku.
Deputat na Trybunał Główny Koronny z województwa bełskiego w 1731 roku.